# Разлётов, Борис Константинович
Борис Константинович Разлётов (1914—2006) — инженер-конструктор, кораблестроитель, конструктор атомных подводных лодок, Лауреат Ленинской премии, Заслуженный технолог РСФСР, кандидат технических наук.

## Биография
Разлётов Борис Константинович родился 26 июня 1914 года в деревне Бараниха, Вологодской губернии. В 1932 году закончил ФЗУ «Союзверфи» в Ленинграде, в 1932—1934 годах работал слесарем-сборщиком на заводе «Судомех» и одновременно учился на рабфаке при Ленинградском кораблестроительном институте. С 1934 года — студент этого института.
В 1940 году окончил Ленинградский кораблестроительный институт. С 1940 года — инженер-конструктор ЦКБ-18 (ныне ОАО ЦКБ МТ «Рубин»).
С 1941 по 1943 годы Б. К. Разлетов участвовал в Великой Отечественной войне, воевал в 42-й армии на Ленинградском фронте, в 1943 году был ефрейтором в 585-м отдельном инженерном батальоне. В августе 1943 года как квалифицированный специалист отозван с фронта и направлен в судостроительную промышленность.
С 1943 по 1950 год вновь работал в ЦКБ-18 инженером-конструктором, начальником секции прочности.
С 1950 года работал начальником секции, начальник отдела прочности подводных лодок ЦНИИ-45 (ЦНИИ им. акад. А. Н. Крылова).
В 1952 году защитил диссертацию, получил учёную степень кандидата технических наук.
С 1953 по 1987 годы работал в морском бюро машиностроения СКБ-143 (ныне «Малахит») заместителем главного конструктора проекта первой отечественной атомной подводной лодки, затем главным конструктором бюро по корпусной части. С 1958 по 1974 годы был главным инженером СКБ-143.
С 20 ноября 1962 по 18 декабря 1963 года исполнял обязанности начальника — главного конструктора СКБ-143
С 1974 по 1987 годы года являлся главным конструктором отделения многоцелевых подводных лодок. Руководил проектированием и обеспечением постройки многоцелевых подводных лодок I, II и III поколений.
На протяжении многих лет совмещал конструкторскую работу с преподаванием в Ленинградском судостроительном техникуме, Ленинградском кораблестроительном институте, Военно-морской академии.
С 1987 года официально находился на пенсии, однако по 2001 год работал в бюро старшим научным сотрудником, занимался организацией его музея. 
В 1992 году Б. К. Разлётову было присуждено звание Заслуженный технолог РСФСР.
Похоронен на кладбище «Памяти жертв 9 января».

## Награды
- Два ордена Ленина
- Орден Октябрьской Революции (1981)
- Орден Трудового Красного Знамени
- Орден Отечественной войны 2-й степени (1985)[4]
- Орден Красной Звезды (1946)
- Медали
- Ленинская премия (1959)